# Antonín Novák (fotbalista)
Antonín Novák (4. května 1907 Košíře – 8. října 1982) byl český fotbalista, československý reprezentant, obránce.

## Sportovní kariéra
Za československou reprezentaci odehrál 4 utkání a vstřelil 2 góly (oba v přátelském zápase s Francií). Trojnásobný mistr Československa, a to v letech 1929, 1930 a 1931, vždy se Slávií Praha. Hrál zpravidla v obraně.

## Ligová bilance
| Ročník                      | Zápasy | Góly | Klub            |
| --------------------------- | ------ | ---- | --------------- |
| Středočeská 1. liga 1928/29 | 7      | 0    | SK Slavia Praha |
| 1. asociační liga 1929/30   | 12     | 0    | SK Slavia Praha |
| 1. asociační liga 1930/31   | 13     | 3    | SK Slavia Praha |
| 1. asociační liga 1931/32   | -      | -    | SK Slavia Praha |
| 1. asociační liga 1932/33   | -      | -    | SK Slavia Praha |
| CELKEM                      |        |      |                 |